# Willem van der Feltz (1882-1967)
Willem François Ewoud baron van der Feltz (Assen, 8 juli 1882 - Overveen, 2 maart 1967) was een Nederlands politicus.
Van der Feltz was een Zeeuws Kamerlid voor de CHU in de naoorlogse periode. Hij was een telg van een Drentse adellijke familie, met bezittingen in onder andere Gelderland. Zijn vader Gustaaf van der Feltz was Eerste Kamerlid voor de vrijzinnig-democraten. In 1946 was hij zelf korte tijd Eerste Kamerlid en daarna tien jaar Tweede Kamerlid. Hij vervulde in Middelburg functies bij het Openbaar Ministerie. Hij was woordvoerder voor volkshuisvesting en justitie van de CHU-fractie.
- Biografisch Portaal: 88135717
- Parlement.com: vg09ll0lrtyo